# Équipe de France de rugby à XV au Championnat du monde junior 2018
L'équipe de France de rugby à XV des moins de 20 ans au Championnat du monde junior 2018 termine première de la compétition en battant l'Angleterre en finale.

## Résultats

### Phase de poule
| Première journée 30 mai 2018 21 h | France -20 (bo)                                                                                          | 26 - 24 (5 - 17) | Irlande -20 (bd) | Stade Aimé-Giral, Perpignan Arbitre : Karl Dickson |
| Première journée 30 mai 2018 21 h | Essai(s) : 4 Marty (5e, 51e), Coville (43e), Ntamack (45e) Transformation(s) : 3 Ntamack (44e, 47e, 52e) | Rapport          | Essai(s) : 3 Dunleavy (21e), O'Sullivan (en) (40e+2), Byrne (72e) Transformation(s) : 3 Byrne (22e, 40e+3, 73e) Pénalité(s) : 1 Byrne (18e) Carton(s) jaune(s) : 1 Aungier (35e) | Stade Aimé-Giral, Perpignan Arbitre : Karl Dickson |
| Première journée 30 mai 2018 21 h | | Rapport          | | Stade Aimé-Giral, Perpignan Arbitre : Karl Dickson |

| Deuxième journée 3 juin 2018 14 h | France -20 | 24 - 12 (17 - 7) | Géorgie -20 | Stade de la Méditerranée, Béziers Arbitre : Pali Deluca |
| Deuxième journée 3 juin 2018 14 h | Essai(s) : 3 Lavault (25e), Vincent (40e), Etcheverrey (56e) Transformation(s) : 3 Carbonel (26e, 40e+1, 57e) Pénalité(s) : 1 Carbonel (10e) | Rapport          | Essai(s) : 2 Jalagonia (12e), Dzagnidze (69e) Transformation(s) : 1 Aprasidze (13e) Carton(s) jaune(s) : 1 Mamamtavrishvili (en) (35e) | Stade de la Méditerranée, Béziers Arbitre : Pali Deluca |
| Deuxième journée 3 juin 2018 14 h | | Rapport          | | Stade de la Méditerranée, Béziers Arbitre : Pali Deluca |

| Troisième journée 7 juin 2018 21 h | Afrique du Sud -20 (bo) | 29 - 46 (7 - 36) | France -20 (bo) | Parc des sports et de l'amitié, Narbonne Arbitre : Dan Jones |
| Troisième journée 7 juin 2018 21 h | Essai(s) : 5 Erasmus (en) (37e), van der Merwe (en) (47e), Simelane (64e), Tshakweni (en) (70e), Sandi (en) (74e) Transformation(s) : 2 Dobela (38e), Lombard (en) (75e) | Rapport          | Essai(s) : 6 Joseph (8e, 20e), Carbonel (16e), Barassi (27e), Ntamack (34e), Gros (54e) Transformation(s) : 5 Carbonel (9e, 35e, 55e), Ntamack (21e, 29e) Pénalité(s) : 2 Carbonel (14e, 80e) Carton(s) jaune(s) : 1 Lamothe (67e) | Parc des sports et de l'amitié, Narbonne Arbitre : Dan Jones |
| Troisième journée 7 juin 2018 21 h | | Rapport          | | Parc des sports et de l'amitié, Narbonne Arbitre : Dan Jones |

### Classement des poules
| Rang | Pays               | J | V | N | D | Bo | Bd | Pm | Pe | Diff | Pts |
| ---- | ------------------ | - | - | - | - | -- | -- | -- | -- | ---- | --- |
| 1    | France -20         | 3 | 3 | 0 | 0 | 2  | 0  | 96 | 65 | +31  | 14  |
| 2    | Afrique du Sud -20 | 3 | 2 | 0 | 1 | 3  | 0  | 92 | 90 | +2   | 11  |
| 3    | Géorgie -20        | 3 | 1 | 0 | 2 | 0  | 1  | 63 | 77 | -14  | 5   |
| 4    | Irlande -20        | 3 | 0 | 0 | 3 | 0  | 2  | 61 | 80 | -19  | 2   |

### Phase finale
| Demi-finale 12 juin 2018 21 h | Nouvelle-Zélande -20                                           | 7 - 16 (0 - 3) | France -20                                                                                               | Stade Aimé-Giral, Perpignan Arbitre : Karl Dickson |
| Demi-finale 12 juin 2018 21 h | Essai(s) : 1 Plummer (70e) Transformation(s) : 1 Plummer (71e) | Rapport        | Essai(s) : 1 Ntamack (43e) Transformation(s) : 1 Carbonel (45e) Pénalité(s) : 3 Carbonel (31e, 50e, 64e) | Stade Aimé-Giral, Perpignan Arbitre : Karl Dickson |
| Demi-finale 12 juin 2018 21 h |                                                                | Rapport        | | Stade Aimé-Giral, Perpignan Arbitre : Karl Dickson |

| Finale 17 juin 2018 19 h | Angleterre -20 | 25 - 33 (8 - 14) | France -20 | Stade de la Méditerranée, Béziers 17 700 spectateurs Arbitre : Egon Ryan Seconds |
| Finale 17 juin 2018 19 h | Essai(s) : 3 Olowofela (en) (40e+2, 79e), Heyes (72e) Transformation(s) : 2 Grayson (en) (73e, 80e) Pénalité(s) : 2 Smith (22e, 64e) | Rapport          | Essai(s) : 2 Woki (26e), Séguret (75e) Transformation(s) : 1 Carbonel (76e) Pénalité(s) : 7 Carbonel (5e, 20e, 38e, 42e, 54e, 57e, 69e) | Stade de la Méditerranée, Béziers 17 700 spectateurs Arbitre : Egon Ryan Seconds |
| Finale 17 juin 2018 19 h | | Rapport          | | Stade de la Méditerranée, Béziers 17 700 spectateurs Arbitre : Egon Ryan Seconds |

| Angleterre -20 · Titulaires · Tom Parton (en) 15 · Gabriel Ibitoye 14 · Fraser Dingwall 13 · 57e Tom Hardwick (en) 12 · Jordan Olowofela (en) 11 · 70e Marcus Smith 10 · 64e Ben White 9 · 64e Josh Basham (en) 8 · Ben Curry 7 · Ted Hill 6 · James Scott (en) 5 · 73e Joel Kpoku 4 · 50e Ehren Painter (en) 3 · 62e Henry Walker (en) 2 · 55e Alex Seville (en) 1 · Remplaçants · 62e Beck Cutting (en) 16 · 55e Ciaran Knight (en) 17 · 50e Joe Heyes 18 · 64e Tom Willis 19 · 73e Aaron Hinkley (en) 20 · 64e Rory Brand (en) 21 · 70e James Grayson (en) 22 · 57e Will Butler (en) 23 · Entraîneur · Steve Bates |  |  |  | France -20 · Titulaires · 15 Clément Laporte · 14 Lucas Tauzin · 13 Pierre-Louis Barassi · 12 Romain Ntamack 41e · 11 Maxime Marty 78e · 10 Louis Carbonel · 9 Arthur Coville 69e · 8 Jordan Joseph 75e · 7 Cameron Woki · 6 Antonin Berruyer · 5 Killian Geraci 73e · 4 Thomas Lavault · 3 Demba Bamba 64e · 2 Guillaume Marchand 61e · 1 Jean-Baptiste Gros 57e · Remplaçants · 16 Maxime Lamothe 61e · 17 Ugo Boniface 57e · 18 Daniel Brennan 64e · 19 Pierre-Henri Azagoh 73e · 20 Charlie Francoz 75e · 21 Jules Gimbert 69e · 22 Adrien Séguret 41e · 23 Arthur Vincent 78e · Entraîneur · Sébastien Piqueronies |

## Le groupe champion du monde
Les joueurs ci-après sont présents au Championnat du monde,,. Certains joueurs titulaires lors du Tournoi des Six Nations sont indisponibles pour le mondial, comme Gervais Cordin pour cause de blessure ou Pierre Boudehent, sélectionné avec l'équipe de France de rugby à sept pour le tournoi de Paris,.
Les noms en gras désignent les joueurs qui ont joué la finale,.
| Entraîneur | Entraîneur             | Sébastien Piqueronies, Éric Dasalmartini, David Darricarrère                                  |
| Avants     | Pilier                 | Demba Bamba, Giorgi Beria, Daniel Brennan, Ugo Boniface, Jean-Baptiste Gros, Hassane Kolingar |
| Avants     | Talonneur              | Maxime Lamothe, Guillaume Marchand                                                            |
| Avants     | Deuxième ligne         | Pierre-Henri Azagoh, Killian Geraci, Thomas Lavault, Alban Roussel                            |
| Avants     | Troisième ligne aile   | Antonin Berruyer, Ibrahim Diallo, Sacha Zegueur, Cameron Woki                                 |
| Avants     | Troisième ligne centre | Jordan Joseph, Charlie Francoz                                                                |
| Arrières   | Demi de mêlée          | Arthur Coville (cap.), Jules Gimbert                                                          |
| Arrières   | Demi d'ouverture       | Louis Carbonel, Romain Ntamack                                                                |
| Arrières   | Centre                 | Pierre-Louis Barassi, Adrien Seguret                                                          |
| Arrières   | Ailier                 | Iban Etcheverry, Matthis Lebel, Maxime Marty, Lucas Tauzin, Arthur Vincent                    |
| Arrières   | Arrière                | Clément Laporte                                                                               |

## Mascotte de l'équipe de France
L'équipe de France choisit comme mascotte un playmobil géant, qu'elle surnomme « Abdoul », il s'agit en fait d'un objet promotionnel emprunté à un restaurateur de Leucate, qui a accompagné l'équipe dans la plupart de ses matchs.